# Franz Obermanns
Franz Obermanns (* 29. Oktober 1909 in Elberfeld; † 10. Mai 1982) war ein deutscher Kommunist und Widerstandskämpfer.

## Leben
Obermanns wuchs auf als Sohn eines Kellners. Nach dem Abschluss der Volksschule absolvierte er ab 1924 eine Ausbildung als Kellner. 1925 wurde er Mitglied des KJVD. 1927 arbeitete er in einer Papierfabrik und wurde Mitglied des Fabrikarbeiterverbandes. 1932 trat er in die KPD ein und wurde Funktionär des RFB im Gau Niederrhein.
Im Februar 1933 wurde er wegen seines Widerstands gegen den Nationalsozialismus verhaftet und vom Reichsgericht zu zweieinhalb Jahren Gefängnis verurteilt, die er in den Emslandlagern verbrachte. Nach der Haftentlassung setzte er seine politische Tätigkeit fort. Als eine erneute Verhaftung drohte, floh er im Dezember 1935 in die CSR und unterstützte von dort aus die Untergrund-Organisation der KPD.
Im September 1936 reiste er nach Spanien, um die republikanischen Kräfte zu unterstützen. Er kämpfte im Tschapajew-Bataillon der 13. Internationalen Brigade.
Im Sommer 1937 wurde er zu einer nachrichtendienstlichen Ausbildung bei der Roten Armee nach Moskau delegiert, die er im März 1939 abschloss. Bereits 1938 wurde er der GRU-Agentin Sonja vorgestellt, die er in der Schweiz unterstützen sollte. Er erhielt dafür die Identität eines finnischen Staatsbürgers mit dem Namen Eerke Noki, obwohl er kein Wort Finnisch sprach und nur sehr spärliche Kenntnisse über Finnland hatte. Dadurch fiel er der Schweizer Spionage-Abwehr bereits kurz nach der Einreise im Sommer 1939 auf und er wurde im Dezember 1939 im Kanton Freiburg verhaftet. Obermanns verweigerte drei Monate lang jede Aussage und auch die Nennung seines wirklichen Namens. Wegen seines „reichsdeutschen“ Dialektes machte die Schweizer Bundespolizei eine Identitätsanfrage bei der Gestapo, durch die er als ehemaliger Spanienkämpfer identifiziert wurde. Dem Auslieferungsbegehren der Gestapo wurde allerdings nicht stattgegeben. Obermanns wurde wegen Passvergehens zu einer dreimonatigen Gefängnisstrafe verurteilt mit anschließender Internierung bis Kriegsende.
Durch die Verhaftung Obermanns wurde sein Führungsoffizier Sonja so gefährdet, dass die GRU-Zentrale entschied, sie solle die Schweiz verlassen und nach Großbritannien gehen. Damit fehlte eine von den drei geplanten Residenturen des GRU in der Schweiz und außerdem eine qualifizierte Funkerin im nachrichtendienstlichen Netz der Roten Drei.
Obermanns erhielt in seiner Internierungszeit Kontakt zur KPD-Emigrantengruppe in der Schweiz um Hans Teubner und schloss sich der Bewegung Freies Deutschland an. Im August 1945 wurde er aus dem GRU-Dienst entlassen und er erhielt den Auftrag, zusammen mit Gustav Meyer die Rückkehr der KPD-Emigranten nach Deutschland zu organisieren.
1974 wurde Franz Obermanns mit dem Vaterländischen Verdienstorden in Gold ausgezeichnet.